# Saint Petersburg (gra)
Saint Petersburg (niem. Sankt Petersburg) – gra planszowa z gatunku eurogier wydana w 2004 roku przez Hans im Glück. Gra została laureatem nagrody Deutscher Spiele Preis 2004.
Fabuła gry dzieje się w XVIII wieku, w czasie rozkwitu rosyjskiego portu Petersburg. Gracze zatrudniają rzemieślników, stawiają budynki oraz zdobywają przychylność arystokracji.

## Nagrody
- Deutscher Spiele Preis 2004 – wygrana
- Nederlandse Spellenprijs 2005 – nominacja[2]
- International Gamers Award 2004 – wygrana[3]
- Spiel des Jahres 2004 – nominacja[3]
- Tric Trac d'or 2004 – wygrana[3]